# Hans-Günter Neues
Hans-Günther Neues (* 14. November 1950 in Büttgen; † 17. November 2016 in Neustadt an der Weinstraße) war ein deutscher Fußballspieler und -trainer. Der Defensivspieler hat für die Vereine SC Fortuna Köln, Rot-Weiss Essen und 1. FC Kaiserslautern von 1973 bis 1983 in der Fußball-Bundesliga insgesamt 219 Ligaspiele absolviert und 16 Tore erzielt. Mit den „Roten Teufeln“ vom Betzenberg hat er im UEFA-Cup 21 internationale Spiele bestritten und drei Tore erzielt und stand 1981 mit dem FCK im DFB-Pokalfinale.

## Laufbahn

### Spielerkarriere

#### Jugend und Start in der Regionalliga West, bis 1973
Neues begann mit dem Fußballspielen beim VfR Büttgen. 1969 wechselte er zum VfR Neuss, bei dem er seine Karriere als Vertragsfußballer in der damals zweitklassigen Fußball-Regionalliga West begann. Neben Neues hatten die Grün-Weißen vom Stadion an der Hammer Landstraße auch noch Hans-Werner Moors, Heinz Mostert und Reinhold Werges neu unter Vertrag genommen. Der Nachwuchsfußballer aus Büttgen debütierte am ersten Rundenspieltag, den 17. August 1969, bei einem 1:1-Heimremis gegen TSV Marl-Hüls in der Regionalliga. Er bildete dabei in der Mannschaft von Trainer Manfred Krafft auf Rechtsaußen mit Halbstürmer Moors den rechten Flügel. Am fünften Spieltag, den 14. September, lief er erstmals als Verteidiger beim Auswärtsspiel gegen Viktoria Köln für Neuss auf. Am Rundenende belegte der VfR den 9. Rang und Neues hatte an der Seite von Mitspielern wie Torhüter Klaus Schonz, Libero Josef Kokesch und den Angreifern Robert Begerau und Ulrich Kohn alle 34 Rundenspiele absolviert und zwei Tore erzielt. Der körperlich präsente Athlet – 1,82 m groß und 78 kg schwer – hatte mit Bravour den Einstieg in den Vertragsfußball gemeistert. Im zweiten Jahr lief es mit Neuss nicht gut, die Mannschaft kämpfte um den Klassenerhalt, obwohl mit Ex-Nationalspieler Albert Brülls ein prominenter Mann gekommen war. Auch nach dem Trainerwechsel im Oktober 1970 von Krafft hin zu Willi Koll, ging es weiterhin um den Klassenerhalt. Mit einer 1:3-Auswärtsniederlage am 16. Mai 1971 bei Vizemeister Fortuna Düsseldorf vor 17.000 Zuschauern beendete Neuss die Runde auf dem 16. Rang und Neues hatte 33 Ligaspiele (1 Tor) bestritten. Nach zwei Jahren mit 67 Regionalligaeinsätzen (3 Tore) unterschrieb Neues beim Ligakonkurrenten Fortuna Köln einen neuen Vertrag und zog nach Köln.
Fortuna-Präsident Hans Löring hatte noch die weiteren Spieler Rolf Bauerkämper, Rolf Kucharski (beide SW Essen), Ferdinand Heidkamp (Borussia Dortmund) und Noel Campbell aus Dublin verpflichtet und somit deutlich gemacht, wohin der Weg der Fortuna führen sollte, in die Bundesliga. Der athletische und kompromisslose Zweikämpfer Neues gehörte sofort der Stammbesetzung von Trainer Ernst-Günter Habig an und sein neuer Verein spielte auch um die Vergabe der Spitzenplätze mit. Pech war, dass der Wuppertaler SV unter Trainer Horst Buhtz und Torjäger Günter Pröpper eine sensationelle Runde hinlegten: Der WSV wurde mit 60:8 Punkten Meister und Pröpper erzielte einmalige 52 Tore in der Regionalliga West. Da auch noch das Team aus der Essener Hafenstraße, Rot-Weiss Essen, mit Offensivspielern wie Willi Lippens, Günter Fürhoff und Dieter Bast eine grandiose Runde spielte und mit 113 erzielten Toren die Vizemeisterschaft errang, blieb Fortuna Köln mit 48:20 Punkten lediglich der undankbare 3. Platz. Neues hatte in 32 Rundenspielen vier Tore an der Seite von Mitspielern wie Wolfgang Fahrian, Karl-Heinz Struth, Gerd Zimmermann, Helmut Bergfelder und Wolfgang Glock erzielt. Präsident Löring setzte auf neue Impulse im Trainerbereich und verpflichtete Martin Luppen vom deutschen Amateurmeister Jülich 1910. Der Pädagoge führte Neues und Kollegen 1972/73 tatsächlich zur Vizemeisterschaft und setzte sich mit seinem Team auch in der Aufstiegsrunde durch und führte Fortuna Köln 1973 in die Bundesliga. Der Mann aus Büttgen hatte alle Rundenspiele wie auch die acht Aufstiegsrundenspiele absolviert und ein Tor zur Vizemeisterschaft erzielt.

#### Bundesliga mit Fortuna Köln und RW Essen, 1973 bis 1977
Ausgerechnet vor dem Start in die Bundesliga unterlief Präsident Löring ein fataler Fehler: Er ging ohne einen Fußballfachmann auf der Cheftrainerstelle diese große Herausforderung an. Er trennte sich vom Aufstiegstrainer Luppen und verpflichtete den Leichtathleten Volker Kottmann als Cheftrainer. Zum 31. Dezember 1973 war dessen Engagement beendet und Löring leitete interim bis 20. Januar 1974 das Training der Fortuna, ehe er ab dem 21. Januar den ehemaligen Zehnkampfolympiasieger Willi Holdorf mit der Aufgabe betraute, mit der Fortuna den Klassenerhalt zu bewerkstelligen. Es ging schief, als 17. stieg Fortuna Köln aus der Bundesliga ab. Neues hatte 32 Bundesligaspiele absolviert und ein Tor erzielt und dabei unter Beweis gestellt, dass er die Qualität für die Bundesliga besitzt. Er blieb aber bei der Fortuna und versuchte in der neuen 2. Fußball-Bundesliga 1974/75 die sofortige Bundesligarückkehr mit den Kölner Südstädtern zu erreichen. Es reichte aber nur zum 5. Rang, wobei er 34 Zweitligaspiele absolviert hatte und zwei Tore erzielte. Im Sommer 1975 war aber Schluss mit Köln, er unterschrieb einen neuen Vertrag bei Rot-Weiss Essen und wechselte damit in die Bundesliga.
Die erste Spielzeit, 1975/76, verlief gut, unter Trainer Ivica Horvat und mit dem weiteren Neuzugang Horst Hrubesch belegte RWE den 8. Rang. Neues hatte 31 Bundesligaspiele für die Rot-Weißen bestritten und an der Seite der weiteren RWE-Defensivakteure wie Hartmut Huhse, Gert Wieczorkowski, Gerd Wörmer und Werner Lorant eine überzeugende Runde abgeliefert. Er wurde vom DFB am 8. Oktober 1975 in Duisburg beim Länderspiel der B-Nationalmannschaft gegen Rumänien (2:0) eingesetzt, wo er neben Michael Sziedat, Reiner Hollmann, Paul Hahn und Bernard Dietz in der deutschen Abwehr agierte. Vor seinem zweiten Essener Jahr, 1976/77, musste das Team aus Bergeborbeck die Verluste von Willi Lippens, Manfred Burgsmüller und Torhüter Jürgen Rynio verkraften. Als dann auch noch Trainer Horvat Ende September 1976 entlassen wurde, schlingerte das Schiff immer bedrohlicher dem Abstieg entgegen. Am Rundenende stand der Abstieg in die 2. Bundesliga fest und Neues hatte in 25 Ligaspielen die Erfahrung eines weiteren Abstieges erlebt. Er lief in der Saison 1977/78 noch bis Dezember 1977 in 14 Spielen für Essen in der 2. Bundesliga auf, nahm dann in der Wintertransferperiode ein Angebot des 1. FC Kaiserslautern an und kehrte damit wieder in die Bundesliga zurück.

#### Kaiserslautern, 1977 bis 1983
Ab der Saison 1978/79 übernahm auf dem Betzenberg der frühere Verteidiger von RW Oberhausen aus den legendären Oberligazeiten, Karl-Heinz Feldkamp, das Traineramt von Erich Ribbeck, welcher zum DFB wechselte. Eine der entscheidenden taktischen Schachzüge von Feldkamp sollte sein, Hans-Peter Briegel zum Vorstopper umzuschulen und Neues einen rustikalen Libero dahinter spielen zu lassen. Die beiden bildeten „einen Abwehrblock, der jedem Angreifer die Knie schlottern ließ“. Auf Anhieb führte der dynamische und selbstbewusste Feldkamp den FCK auf den 3. Rang und damit in den europäischen Wettbewerb. In der folgenden Runde 1979/80 wiederholte der FCK den 3. Rang, zwar punkt- und torgleich mit dem VfB Stuttgart, aber wiederum zogen die Pfälzer damit in den UEFA-Cup ein. Mit Neues und Briegel hatte die Feldkamp-Mannschaft die offensivstärkste Innenverteidigung der Liga. Neues erzielte 11 und Briegel sieben Tore in der Bundesliga. Im UEFA-Pokal 1979/80 trat die Mannschaft gegen den FC Zürich, Sporting Lissabon, VTK Miskolc und im Viertelfinale gegen den FC Bayern München an. Nach dem 1:0-Heimerfolg am 5. März schieden die Mannen um Hellström, Briegel und Neues am 19. März 1980 mit einer 1:4-Niederlage in München aus dem Wettbewerb aus. Neues hatte alle acht europäischen Spiele bestritten und drei Elfmeter verwandelt. Im dritten Feldkamp-Jahr, 1980/81, rangierte der FCK auf dem 4. Rang und Libero Neues hatte in 32 Ligaspielen die Abwehr dirigiert und ein Tor erzielt. Im DFB-Pokal gelang der Einzug in das Finale am 2. Mai 1981 in Stuttgart gegen Eintracht Frankfurt. Das wurde aber mit 1:3 verloren. Die einstige Betonabwehr zeigte 1981/82 immer mehr Risse und konnte mit 61 Gegentreffern nicht mehr überzeugen. Der Libero sah bereits am zweiten Rundenspieltag gegen den Hamburger SV die Rote Karte. Der Stern des Kapitäns begann zu sinken, auch weil er sich mit Trainer Feldkamp überwarf. Die Fehde der beiden eskalierte im März 1982 nach Neues' Nichtberücksichtigung für die Startelf in Madrid gegen Real und endet mit seiner Suspendierung.
Die letzten fünf Bundesligaspiele bestritt Neues in der Saison 1982/83, als beim FCK das Trainerexperiment mit Rudolf Kröner als Feldkamp-Nachfolger scheiterte. Nach 131 Bundesligaeinsätzen mit 15 Toren beendete der selbst für Lauterer Verhältnisse außergewöhnlich harte Verteidiger und Libero seine Aktivität beim 1. FC Kaiserslautern.
Anschließend spielte er noch bei den Toronto Nationals in der kurzlebigen – sie überlebte nur zweieinhalb Monate – Canadian Professional Soccer League des Jahres 1983, die den ersten Versuch einer landesweiten Fußball-Liga in Kanada darstellte. Die Nationals überlebten, mit Tricks, vom 21. Mai bis zum 26. Juni, also nicht einmal so lange. Die letzte Gehaltszahlung durch die Nationals erfolgte bereits am 15. Mai, also in der Vorbereitungsphase. Bei durchschnittlich 1.000 Zuschauern pro Spiel war nicht mehr Geld da. Neues hatte sich schon nach der 0:4-Niederlage bei den Calgary Mustangs am 15. Juni abgeseilt. Das letzte Spiel der Liga, wo sich die Edmonton Eagles den Titel sicherten, war am 1. August. Es wird berichtet, dass Hans-Günter Neues danach noch für die Eastern Athletic Association in Hongkong antrat.

### Trainerkarriere
Nach dem Ende seiner Spielerkarriere betreute Neues als Trainer den VfL Neustadt und den SV Edenkoben im Amateurbereich. Von 1988 bis 1989 trainierte er Rot-Weiss Essen in der 2. Bundesliga. Der ehemalige Bundesligafußballer hatte 1986 an der Sporthochschule Köln zusammen mit Jürgen Gelsdorf, Lorenz-Günther Köstner, Karl-Heinz Mrosko und Gerd Roggensack unter Lehrgangsleiter Gero Bisanz erfolgreich die Ausbildung zum Fußball-Lehrer durchlaufen.
Weitere Trainerstationen waren Kickers Offenbach (Dezember 1989 bis April 1990) und Stahl Eisenhüttenstadt (Juli 1991 bis Juni 1992). Im September 1995 übernahm er den Trainerposten beim SV Waldhof Mannheim, wurde aber im Dezember durch Klaus Schlappner, der den Verein bereits zu Bundesligazeiten trainiert hatte, ersetzt. Später arbeitete Neues bis 2003 als Fanbeauftragter beim 1. FC Kaiserslautern.

## Tod
Der in Weisenheim am Berg wohnhafte und zuletzt in der Werbebranche tätige Neues starb am 17. November 2016 in Neustadt an der Weinstraße an einem Krebsleiden.